# ماريا إينيس غارسيا
ماريا إينيس غارسيا (بالإسبانية: Maria Ines Garcia)‏ هي فارسة سباق كولومبية، ولدت في 28 فبراير 1964.

## وصلات خارجية
- ماريا إينيس غارسيا على موقع الاتحاد الدولي للفروسية (الإنجليزية)
- ماريا إينيس غارسيا على موقع FEI (رابط بديل) (الإنجليزية)